# TOXIC
『TOXIC』（トキシック）は、the GazettEの5枚目のオリジナルアルバム。2011年10月5日にSony Music Recordsから発売された。

## 概要
前作『DIM』から約2年3カ月ぶりとなるthe GazettE5枚目のオリジナルアルバム。初回限定盤と通常盤の2パターンでの発売。初回盤は全80ページのスペシャルアートブック付き、CD＋DVD2枚組で、通常盤はCDのみの仕様になっている。初回盤のDVDには、『THE SUICIDE CIRCUS』のPV及びメイキング映像を収録。今回からギターはドロップAチューニング（全弦2音半下げチューニングでさらに6弦のみ1音下げたチューニング）、ベースは前作『DIM』収録の『13STAIRS[-]1』で採用された全弦3音下げチューニングを採用している。またレコーディングエンジニアにはSHIVERから引き続き大里正毅を起用している。
なお、記載等はされていないが、「RED」と「SHIVER」はドラムを再録している。

## 収録曲
CD
1. INFUSE INTO

RUKI原曲。SE
2. VENOMOUS SPIDER'S WEB

RUKI原曲。
3. SLUDGY CULT

RUKI原曲。
4. RED

RUKI原曲。17thシングル。
5. THE SUICIDE CIRCUS

RUKI原曲。
6. SHIVER

RUKI原曲。16thシングル。
7. MY DEVIL ON THE BED

麗原曲。ライブではRUKIがステッキをつかったパフォーマンスを行う。
8. UNTITLED

RUKI原曲。
9. PLEDGE

RUKI原曲。18thシングル。
10. RUTHLESS DEED

麗原曲。
11. PSYCHOPATH

RUKI原曲。
12. VORTEX

RUKI原曲。19thシングル。
13. TOMORROW NEVER DIES

RUKI原曲。
14. OMEGA

麗原曲。逆再生するとTHE SUICIDE CIRCUS の一部が聞くことができる。

(DVD (初回限定盤のみ) )
- THE SUICIDE CIRCUS
- THE SUICIDE CIRCUSメイキング映像